# Michaell Chirinos
Michaell Anthony Chirinos Cortez (Tegucigalpa, Honduras, 17 de junio de 1995) es un futbolista hondureño, juega de extremo izquierdo y su actual club es el Club Deportivo Olimpia  de la Liga Nacional de Fútbol de Honduras.

## Trayectoria

### Olimpia
Comenzó su carrera en un modesto club llamado Real San Pablo. Tiempo después, con 14 años de edad, arribó a las reservas del Olimpia, luego de haber sido descubierto por el exfutbolista brasileño Denilson Costa. Con el cuadro albo, hizo su debut profesional bajo las órdenes de Héctor Vargas el 7 de septiembre de 2014, en un partido donde su equipo se impuso 5 a 0 ante el Platense. Para la siguiente temporada, Chirinos ya se había ganado un puesto en la oncena titular del Olimpia. De esa forma, el 30 de septiembre de 2015 marcó su primer gol ante el Marathón en un partido que los albos ganaron 4 a 1.

### Lobos BUAP
El 14 de junio de 2018 se anunció su fichaje por un año con los Lobos BUAP de la Liga MX. Debutó el 22 de julio de 2018, contra Santos Laguna en Torreón, durante un juego que finalizó con derrota de 2-1, salió sustituido al minuto 82 por el ecuatoriano Gabriel Cortez. El 16 de septiembre de 2018 marcó su primer gol ante Pumas UNAM en el Estadio Olímpico Universitario, el resultado de ese partido fue un 4-2 a favor de los Pumas. Su último gol lo anotó el 6 de abril de 2019, durante la victoria a domicilio de 1-0 contra las Chivas de Guadalajara.
Al término de la temporada, recibió ofrecimientos del Club León, pero al final declinó para aceptar una mejor propuesta económica por parte de la MLS.

### Vancouver Whitecaps
El 6 de agosto de 2019, el Vancouver Whitecaps de la Major League Soccer anunció su préstamo por el resto de la temporada 2019, con una opción de compra de US$ 2 millones, misma que no se efectuó. Con el club canadiense, realizó su debut el 24 de agosto de 2019, durante la derrota a domicilio de 3-1 contra San Jose Earthquakes. Su primer gol lo anotó el 29 de septiembre de 2019 contra Los Angeles Galaxy, anotación que significó el triunfo de visita por 4-3 contra el club angelino.

### Regreso a Olimpia
El 12 de diciembre de 2019, Pedro Troglio confirmó el regreso de Chirinos a Olimpia de cara al 2020.

## Selección nacional

### Selecciones menores
El 30 de abril de 2015 se anunció que había sido convocado para disputar la Copa Mundial de Fútbol Sub-20 de 2015 en Nueva Zelanda.
Participaciones en Copas del Mundo
| Mundial                     | Sede          | Resultado      | Partidos | Goles |
| --------------------------- | ------------- | -------------- | -------- | ----- |
| Copa Mundial Sub-20 de 2015 | Nueva Zelanda | Fase de grupos | 2        | 0     |

### Selección absoluta
El 12 de enero de 2017 fue convocado por Jorge Luis Pinto a la selección mayor para disputar la Copa Centroamericana 2017. Debutó con la selección mayor el 13 de enero de 2017 en el triunfo 1-2 ante la selección nicaragüense en Ciudad de Panamá por la Copa Centroamericana.
Participaciones en Copa de Oro
| Copa de Oro      | Sede                                  | Resultado        | Partidos | Goles |
| ---------------- | ------------------------------------- | ---------------- | -------- | ----- |
| Copa de Oro 2017 | Estados Unidos                        | Cuartos de final | 0        | 0     |
| Copa de Oro 2019 | Costa Rica · Estados Unidos · Jamaica | Fase de grupos   | 3        | 0     |

Participaciones en Copa Centroamericana
| Copa Centroamericana      | Sede   | Resultado | Partidos | Goles |
| ------------------------- | ------ | --------- | -------- | ----- |
| Copa Centroamericana 2017 | Panamá | Campeón   | 5        | 0     |

Participaciones en eliminatorias mundialistas
| Eliminatorias                  | Sede  | Resultado         | Partidos | Goles |
| ------------------------------ | ----- | ----------------- | -------- | ----- |
| Eliminatorias de Concacaf 2018 | Rusia | 4° (no clasificó) | 1        | 0     |

Partidos internacionales
 Actualizado al último partido jugado el 23 de marzo de 2024.
| 1.  | 13 de enero de 2017      | Estadio Rommel Fernández, Ciudad de Panamá, Panamá                   | Nicaragua              | 2–1 |         | Copa Centroamericana 2017   |
| 2.  | 15 de enero de 2017      | Estadio Rommel Fernández, Ciudad de Panamá, Panamá                   | El Salvador            | 2–1 |         | Copa Centroamericana 2017   |
| 3.  | 17 de enero de 2017      | Estadio Rommel Fernández, Ciudad de Panamá, Panamá                   | Panamá                 | 1–0 |         | Copa Centroamericana 2017   |
| 4.  | 20 de enero de 2017      | Estadio Rommel Fernández, Ciudad de Panamá, Panamá                   | Costa Rica             | 1–1 |         | Copa Centroamericana 2017   |
| 5.  | 22 de enero de 2017      | Estadio Rommel Fernández, Ciudad de Panamá, Panamá                   | Belice                 | 1–0 |         | Copa Centroamericana 2017   |
| 6.  | 16 de febrero de 2017    | Estadio BBVA Compass, Houston, Estados Unidos                        | Jamaica                | 0–1 |         | Amistoso                    |
| 7.  | 22 de febrero de 2017    | Estadio George Capwell, Guayaquil, Ecuador                           | Ecuador                | 1–3 |         | Amistoso                    |
| 8.  | 16 de marzo de 2017      | Estadio Olímpico Metropolitano, San Pedro Sula, Honduras             | Nicaragua              | 2–0 |         | Amistoso                    |
| 9.  | 27 de mayo de 2017       | Estadio Memorial Robert F. Kennedy, Washington D. C., Estados Unidos | El Salvador            | 2–2 |         | Amistoso                    |
| 10. | 10 de noviembre de 2017  | Estadio Olímpico Metropolitano, San Pedro Sula, Honduras             | Australia              | 0–0 |         | Repechaje Mundial 2018      |
| 11. | 11 de octubre de 2018    | Estadio Olímpico Lluís Companys, Barcelona, España                   | Emiratos Árabes Unidos | 1–1 |         | Amistoso                    |
| 12. | 16 de noviembre de 2018  | Estadio Nacional, Tegucigalpa, Honduras                              | Panamá                 | 1–0 |         | Amistoso                    |
| 13. | 20 de noviembre de 2018  | Estadio Germán Becker, Temuco, Chile                                 | Chile                  | 1–4 |         | Amistoso                    |
| 14. | 26 de marzo de 2019      | Arena Red Bull, Harrison, Estados Unidos                             | Ecuador                | 0–0 |         | Amistoso                    |
| 15. | 5 de junio de 2019       | Estadio Antonio Aranda, Ciudad del Este, Paraguay                    | Paraguay               | 1–1 |         | Amistoso                    |
| 16. | 9 de junio de 2019       | Estadio Beira-Rio, Porto Alegre, Brasil                              | Brasil                 | 0–7 |         | Amistoso                    |
| 17. | 17 de junio de 2019      | Estadio Nacional de Jamaica, Kingston, Jamaica                       | Jamaica                | 2–3 |         | Copa de Oro 2019            |
| 18. | 21 de junio de 2019      | Estadio BBVA Compass, Houston, Estados Unidos                        | Curazao                | 0–1 |         | Copa de Oro 2019            |
| 19. | 25 de junio de 2019      | Estadio Banc of California, Los Ángeles, Estados Unidos              | El Salvador            | 4–0 |         | Copa de Oro 2019            |
| 20. | 10 de septiembre de 2019 | Estadio Olímpico Metropolitano, San Pedro Sula, Honduras             | Chile                  | 2–1 |         | Amistoso                    |
| 21. | 23 de marzo de 2024      | Estadio Toyota, Frisco, Estados Unidos                               | Costa Rica             | 1–3 | Anotado | Repechaje Copa América 2024 |

## Estadísticas

### Clubes
Actualizado al último partido jugado el 10 de marzo de 2024.
| Club                                                                                       | Temporada           | Div.                | Liga  | Liga  | Copas nacionales | Copas nacionales | Torneos internacionales | Torneos internacionales | Total | Total |
| Club                                                                                       | Temporada           | Div.                | Part. | Goles | Part.            | Goles            | Part.                   | Goles                   | Part. | Goles |
| ------------------------------------------------------------------------------------------ | ------------------- | ------------------- | ----- | ----- | ---------------- | ---------------- | ----------------------- | ----------------------- | ----- | ----- |
| Olimpia Honduras                                                                           | 2014-15             | 1.ª                 | 1     | 0     | -                | -                | -                       | -                       | 1     | 0     |
| Olimpia Honduras                                                                           | 2015-16             | 1.ª                 | 31    | 7     | -                | -                | 2                       | 0                       | 33    | 7     |
| Olimpia Honduras                                                                           | 2016-17             | 1.ª                 | 35    | 9     | -                | -                | 4                       | 2                       | 39    | 11    |
| Olimpia Honduras                                                                           | 2017-18             | 1.ª                 | 31    | 10    | -                | -                | 10                      | 3                       | 41    | 13    |
| Olimpia Honduras                                                                           | Total               | Total               | 98    | 26    | 0                | 0                | 16                      | 5                       | 114   | 31    |
| Lobos BUAP · México                                                                        | 2018-19             | 1.ª                 | 33    | 6     | 0                | 0                | -                       | -                       | 33    | 6     |
| Lobos BUAP · México                                                                        | Total               | Total               | 33    | 6     | 0                | 0                | 0                       | 0                       | 33    | 6     |
| Vancouver Whitecaps · Canadá                                                               | 2019                | 1.ª                 | 7     | 1     | 0                | 0                | -                       | -                       | 7     | 1     |
| Vancouver Whitecaps · Canadá                                                               | Total               | Total               | 7     | 1     | 0                | 0                | 0                       | 0                       | 7     | 1     |
| Olimpia Honduras                                                                           | 2019-20             | 1.ª                 | 8     | 2     | -                | -                | 1                       | 0                       | 9     | 2     |
| Olimpia Honduras                                                                           | 2020-21             | 1.ª                 | 29    | 10    | -                | -                | 4                       | 1                       | 33    | 11    |
| Olimpia Honduras                                                                           | 2021-22             | 1.ª                 | 18    | 4     | -                | -                | 0                       | 0                       | 18    | 4     |
| Olimpia Honduras                                                                           | 2022-23             | 1.ª                 | 17    | 7     | -                | -                | 8                       | 3                       | 25    | 10    |
| Olimpia Honduras                                                                           | Total               | Total               | 72    | 23    | 0                | 0                | 13                      | 4                       | 85    | 27    |
| Volos NFC · Grecia                                                                         | 2022-23             | 1.ª                 | 14    | 1     | 1                | 0                | -                       | -                       | 15    | 1     |
| Volos NFC · Grecia                                                                         | Total               | Total               | 14    | 1     | 1                | 0                | 0                       | 0                       | 15    | 1     |
| Deportivo Saprissa · Costa Rica                                                            | 2023-24             | 1.ª                 | 14    | 1     | -                | -                | 5                       | 2                       | 19    | 3     |
| Deportivo Saprissa · Costa Rica                                                            | Total               | Total               | 14    | 1     | 0                | 0                | 5                       | 2                       | 19    | 3     |
| Olimpia Honduras                                                                           | 2023-24             | 1.ª                 | 23    | 6     | -                | -                | -                       | -                       | 23    | 6     |
| Olimpia Honduras                                                                           | Total               | Total               | 23    | 6     | 0                | 0                | 0                       | 0                       | 23    | 6     |
| Total en su carrera                                                                        | Total en su carrera | Total en su carrera | 252   | 61    | 1                | 0                | 34                      | 11                      | 287   | 72    |
| (1) Incluye datos de Liga de Campeones de la Concacaf (2015-23) y Liga Concacaf (2017-22). |                     |                     |       |       |                  |                  |                         |                         |       |       |

### Resumen estadístico
| Competición           | Partidos | Goles | Promedio |
| --------------------- | -------- | ----- | -------- |
| Liga                  | 213      | 56    | 0.26     |
| Copas Nacionales      | 0        | 0     | 0.00     |
| Copas Internacionales | 29       | 9     | 0.31     |
| Selección de Honduras | 20       | 0     | 0.00     |
| Total                 | 262      | 65    | 0.24     |

## Palmarés

### Campeonatos nacionales
| Título           | Club     | País       | Año  |
| ---------------- | -------- | ---------- | ---- |
| Copa de Honduras | Olimpia  | Honduras   | 2015 |
| Torneo Clausura  | Olimpia  | Honduras   | 2015 |
| Torneo Clausura  | Olimpia  | Honduras   | 2016 |
| Torneo Apertura  | Olimpia  | Honduras   | 2019 |
| Torneo Apertura  | Olimpia  | Honduras   | 2020 |
| Torneo Clausura  | Olimpia  | Honduras   | 2021 |
| Torneo Apertura  | Olimpia  | Honduras   | 2021 |
| Torneo Apertura  | Saprissa | Costa Rica | 2023 |

### Campeonatos internacionales
| Título               | Club                   | Lugar            | Año  |
| -------------------- | ---------------------- | ---------------- | ---- |
| Copa Centroamericana | Selección de Honduras  | Ciudad de Panamá | 2017 |
| Liga Concacaf        | Olimpia                | San José         | 2017 |
| Liga Concacaf        | Club Deportivo Olimpia | Alajuela         | 2022 |